# Campionati del mondo di atletica leggera 1987 - Staffetta 4×100 metri femminile
Le gare della staffetta 4×100 metri femminile dei Campionati del mondo di atletica leggera 1987 si sono svolte tra il 5 e il 6 settembre.

## Podio
| Pos.    | Nazionalità                                                                           | Prestazione |
| ------- | ------------------------------------------------------------------------------------- | ----------- |
| Oro     | Stati Uniti Alice Brown, Diane Williams, Florence Griffith, Pam Marshall              | 41"58       |
| Argento | Germania Est Silke Gladisch, Cornelia Oschkenat, Kerstin Behrendt, Marlies Göhr       | 41"95       |
| Bronzo  | Unione Sovietica Irina Slyusar, Natalya Pomoshchnikova, Natalya German, Olga Antonova | 42"33       |

## Situazione pre-gara

### Record
Prima di questa competizione, il record del mondo (RM) e il record dei campionati (RC) erano i seguenti.
| Record                | Prestazione | Atleta                                                                    | Data                                 | Competizione  |
| --------------------- | ----------- | ------------------------------------------------------------------------- | ------------------------------------ | ------------- |
| Record mondiale       | 41"37       | Germania Est Silke Möller, Sabine Günther, Ingrid Auerswald, Marlies Göhr | 6 ottobre 1985 Canberra, Stati Uniti |               |
| Record dei campionati | 41"76       | Germania Est Silke Möller, Marita Koch, Ingrid Auerswald, Marlies Göhr    | 10 agosto 1983 Helsinki, Finlandia   | Mondiale 1983 |

### Campionesse in carica
Le campionesse in carica a livello olimpico e mondiale erano:
| Campione | Nazione                                                                         | Prestazione | Data                                    | Competizione         |
| -------- | ------------------------------------------------------------------------------- | ----------- | --------------------------------------- | -------------------- |
| Olimpico | Stati Uniti Alice Brown, Jeanette Bolden, Chandra Cheeseborough, Evelyn Ashford | 41"65       | 11 agosto 1984 Los Angeles, Stati Uniti | Giochi olimpici 1984 |
| Mondiale | Germania Est Silke Möller, Marita Koch, Ingrid Auerswald, Marlies Göhr          | 41"76       | 10 agosto 1983 Helsinki, Finlandia      | Mondiale 1983        |

### La stagione
Prima di questa gara, le atlete con le migliori tre prestazioni dell'anno erano:
| Pos. | Nazione                                                                         | Prestazione | Data                                             |
| ---- | ------------------------------------------------------------------------------- | ----------- | ------------------------------------------------ |
| 1    | Stati Uniti Alice Brown, Diane Williams, Florence Griffith-Joyner, Pam Marshall | 41"55       | 21 agosto 1987 Berlino, Germania                 |
| 2    | Germania Est Silke Möller, Heike Drechsler, Ingrid Auerswald, Marlies Göhr      | 41"79       | 20 giugno 1987 Karl-Marx-Stadt, Unione Sovietica |
| 3    | Bulgaria Ginka Zagorcheva, Anelia Nuneva, Nadezhda Georgieva, Yordanka Donkova  | 42"31       | 21 giugno 1987 Praga, Cecoslovacchia             |

## Risultati[3][4]

### Turni eliminatori
| 2 Batterie | 5 settembre | 7 + 7       | Si qualificano le prime 3 (Q) + i 2 migliori tempi (q). |
| Finale     | 6 settembre | 8 staffette |                                                         |

### Batterie
Sabato 5 settembre 1987
| Pos | Nazione        | Atleti                                                                   | Tempo | Note |
| --- | -------------- | ------------------------------------------------------------------------ | ----- | ---- |
| 1   | Germania Est   | Silke Gladisch, Cornelia Oschkenat, Kerstin Behrendt, Marlies Göhr       | 42"96 | Q    |
| 2   | Canada         | Angela Bailey, Angela Phipps, Angella Taylor-Issajenko, Keturah Anderson | 43"30 | Q    |
| 3   | Germania Ovest | Silke Knoll, Ulrike Sarvari, Andrea Thomas, Ute Thimm                    | 43"32 | Q    |
| 4   | Bulgaria       | Ginka Zagorcheva, Anelia Nuneva, Nadezhda Georgieva, Valya Demireva      | 43"50 | q    |
| 5   | Nigeria        | Beatrice Utondu, Tina Iheagwam, Mary Onyali, Falilat Ogunkoya            | 43"95 |      |
| 6   | Ghana          | Mercy Addy, Diana Yankey, Cynthia Quartey, Martha Appiah                 | 44"20 |      |
| 7   | Brasile        | Ines Ribeiro, Claudilea Dos Santos, Sheila De Oliveira, Cleide Amaral    | dns   |      |

| Pos | Nazione          | Atleti                                                                | Tempo | Note |
| --- | ---------------- | --------------------------------------------------------------------- | ----- | ---- |
| 1   | Stati Uniti      | Alice Brown, Diane Williams, Florence Griffith, Pam Marshall          | 41"96 | Q    |
| 2   | Unione Sovietica | Irina Slyusar, Natalya Pomoshchnikova, Natalya German, Olga Antonova  | 42"47 | Q    |
| 3   | Cuba             | Eusebia Riquelme, Aliuska López, Susana Armenteros, Liliana Allen     | 43"53 | Q    |
| 4   | Francia          | Françoise Leroux, Marie-Christine Cazier, Laurence Bily, Muriel Leroy | 43"59 | q    |
| 5   | Regno Unito      | Eleanor Cohen, Joan Baptiste, Wendy Hoyte, Paula Dunn                 | 44"21 |      |
| 6   | Italia           | Rita Angotzi, Patrizia Lombardo, Annarita Balzani, Marisa Masullo     | 44"49 |      |
| 7   | India            | Ashwini Nachappa, Vandana Shanbag, Sany Joseph, Vandana Rao           | 46"32 |      |

### Finale
Domenica 6 settembre 1987
| Pos | Corsia | Nazionalità      | Atleti                                                                               | Tempo | Note                  |
| --- | ------ | ---------------- | ------------------------------------------------------------------------------------ | ----- | --------------------- |
|     | 5      | Stati Uniti      | Alice Brown, Diane Williams, Florence Griffith, Pam Marshall                         | 41"58 | Record dei campionati |
|     | 6      | Germania Est     | Silke Gladisch, Cornelia Oschkenat, Kerstin Behrendt, Marlies Göhr                   | 41"95 |                       |
|     | 4      | Unione Sovietica | Irina Slyusar, Natalya Pomoshchnikova, Natalya German, Olga Antonova                 | 42"33 |                       |
| 4   | 2      | Bulgaria         | Ginka Zagorcheva, Anelia Nuneva, Nadezhda Georgieva, Valya Demireva                  | 42"71 |                       |
| 5   | 7      | Germania Ovest   | Silke Knoll, Ulrike Sarvari, Andrea Thomas, Ute Thimm                                | 43"20 |                       |
| 6   | 3      | Canada           | Angela Bailey, Angela Phipps, Angella Taylor-Issajenko, Keturah Anderson             | 43"26 |                       |
| 7   | 1      | Cuba             | Eusebia Riquelme, Aliuska López, Susana Armenteros, Liliana Allen                    | 43"66 |                       |
| 8   | 8      | Francia          | Françoise Leroux-Philippe, Christelle Bulteau, Laurence Bily, Marie-Christine Cazier | 43"75 | [ 5 ]                 |